# علم الأديان (حركة)
علم العقل (بالإنجليزية: Science of Mind)‏ أو علم الأديان (بالإنجليزية: Religious Science)‏ هي حركة فلسفية روحية ما ورائية (ميتافيزيقية) ضمن مجموعة حركات الفكر الجديد، أسسها إرنست هولمز.